# Jemeni varánusz
A jemeni varánusz (Varanus yemenensis) a hüllők (Reptilia) osztályába, a pikkelyes hüllők (Squamata) rendjéne, ezen belül a gyíkok (Sauria) alrendjébe és a varánuszfélék (Varanidae) családjához tartozó, arab-félszigeti elterjedésű állatfaj.

## Elterjedése
Az Arab-félsziget délnyugati részén, a Vörös-tenger partvidékén él az Aszír-hegységtől délre, nagyjából a jemeni Taizz régiójáig. Bozótos szavannákon, száraz erdőkben, hegyvidéki bazaltsziklákon és megművelt területeken egyaránt előfordul, különösen dús növényzet és víz közelében.

## Megjelenése
Úgy mint a többi varánusz, a jemeni varánusz is nagytestű gyík - legfeljebb 115 cm nagyságú, ebből farka 32 cm. Csíkjai sötétbarnák, színe sárga.

## Életmódja
Éjjel aktív rettegett ragadozó.

## Természetvédelmi helyzete
A Természetvédelmi Világszövetség nem rendelkezik megfelelő adatokkal a faj elterjedtségét és létszámát illetően, de egy 2004-es publikáció szerint viszonylag gyakorinak számít élőhelyén. Elsősorban élőhelyének pusztulása és az emberi tevékenység kiterjedése fenyegeti.